# Marquesado de la Paniega
El marquesado de la Paniega es un título nobiliario español hereditario otorgado por el monarca Carlos III en 1765 a Juan Alcalá-Galiano Flores y Calderón, caballero de la Orden de Santiago. El actual titular es José Lizasoian Freüller desde el 26 de septiembre de 2006, por fallecimiento de su tía Teresa Freüller un año antes.

## Marqueses de la Paniega
|      | Titular                                      | Periodo         |
| ---- | -------------------------------------------- | --------------- |
| I    | Juan Alcalá-Galiano Flores y Calderón        | 1765-1769       |
| II   | Miguel Alcalá-Galiano y Venegas              | 1769-1801       |
| III  | José Antonio Alcalá-Galiano y Romera         | 1801-¿?         |
| IV   | María de los Dolores Alcalá-Galiano y Pareja | ¿?-1872         |
| V    | José Freüller Alcalá-Galiano                 | 1872-1901       |
| VI   | José Manuel Freüller y Sánchez de Quiros     | 1901-1927       |
| VII  | José Freüller y Valls                        | 1927-1937       |
| VIII | Teresa Freüller y Bayo                       | 1952-2005       |
| IX   | José Lizasoain Freüller                      | 2006-actualidad |